# دمیترو اولیانوف
دمیترو اولیانوف (اوکراینی: Дмитро Сергійович Ульянов؛ زادهٔ ۱ دسامبر ۱۹۹۳) بازیکن فوتبال اهل اوکراین است.
از باشگاه‌هایی که در آن بازی کرده‌است می‌توان به باشگاه فوتبال متالورگ زاپروژیا اشاره کرد.